# Plouha
Plouha (tiếng Breton: Plouha, Gallo: Plóha) là một xã của tỉnh Côtes-d’Armor, thuộc vùng Bretagne, tây bắc Pháp.

## Dân số
Người dân ở Plouha được gọi là Plouhatins.